# Heidi Eisterlehner
Heidi Eisterlehner (Magdeburgo, 25 gennaio 1949 – 15 maggio 2025) è stata una tennista tedesca.

## Carriera
In carriera raggiunse una finale nel singolare al WTA German Open nel 1977, e due di doppio al New South Wales Open nel 1975 e al WTA Austrian Open nel 1976. Nei tornei del Grande Slam ottenne il suo miglior risultato raggiungendo i quarti di finale nel singolare agli Australian Open nel 1976.
In Fed Cup disputò un totale di 5 partite, ottenendo 3 vittorie e 2 sconfitte.

## Statistiche

### Singolare

#### Finali perse (1)
| Numero | Anno           | Torneo                   | Superficie  | Avversaria in finale | Punteggio |
| 1.     | 15 maggio 1977 | WTA German Open, Amburgo | Terra rossa | Laura duPont         | 1-6, 4-6  |

### Doppio

#### Finali perse (2)
| Numero | Anno             | Torneo                       | Superficie  | Compagna         | Avversarie in finale           | Punteggio     |
| 1.     | 21 dicembre 1975 | New South Wales Open, Sydney |             | Helga Masthoff   | Evonne Goolagong Helen Gourlay | 3-6, 6-4, 3-6 |
| 2.     | 18 luglio 1976   | WTA Austrian Open, Kitzbühel | Terra rossa | Katja Ebbinghaus | Helena Anliot Mimi Wikstedt    | 4-6, 6-2, 5-7 |